# Ernst von Dobschütz
Ernst Adolf Alfred Oskar Adalbert von Dobschütz, né le 9 octobre 1870 à Halle-sur-Saale (Province de Saxe) et mort le 20 mai 1934 dans la même ville, conseiller secret au consistoire, occupa une place éminente comme théologien et comme historien de l'Église. Son domaine de travail et de recherche était l'histoire et la théologie des débuts du christianisme (Église primitive/patristique) et la critique des textes néotestamentaires. Conformément à la tradition de sa famille il était chevalier de justice de l'ordre protestant de Saint-Jean.

## Famille
Ernst von Dobschütz (de) était issu d'une vieille famille noble de Silésie et était le fils du colonel prussien Adalbert von Dobschütz (de) de Basse-Silésie et de sa deuxième femme Anna, baronne von Seckendorff.
Il était le frère cadet du général de division prussien Carl von Seckendorff (de) (né du premier mariage de son père).
Le 29 décembre 1919 il épousa à Halle (Saale), Karin von Kronhelm (24 mars 1893 à Breslau, † 7 mai 1986 à Halle), fille du général de division prussien Curt von Kronhelm (de) et de Clara Schwarz. Le mariage resta sans enfant.

## Biographie
Après ses années de jeunesse à Wiesbaden et un Abitur passé brillamment au Gymnase local (13 février 1888), il commença à l'automne 1888 à étudier la théologie à l'Université de Leipzig auprès des professeurs Franz Delitzsch et Christoph Ernst Luthardt. À l'été 1890, il s'inscrivit à l'Université de Halle auprès de Martin Kähler et à l'automne 1890 à l'Université de Berlin auprès du professeur Adolf von Harnack ; c'est de son travail de séminaire auprès de ce dernier qu'il tira sa dissertation de licence (1892). En 1893 il passa son habilitation à l'Université d'Iéna où, à partir de 1893, il fut privat-docent, jusqu'à ce qu'en 1898 il y fût nommé extraordinarius. En 1904, il accepta un appel à l'université de Strasbourg pour succéder à Heinrich Julius Holtzmann ; en 1910, il devint professeur à l'Université de Breslau ; en 1913, il accepta un appel à l'Université de Halle, où il enseigna jusqu'à sa mort en 1934, mais en 1913 et jusqu'en 1914 il enseigna à l'Université Harvard de Cambridge (Massachusetts) (États-Unis) dans le cadre d'un échange de professeurs et de là fit dans le pays une tournée de conférences (par exemple le 21 novembre 1913 au Lowell Institute de Boston).
Lors de la Première Guerre mondiale, en tant que chevalier de Saint-Jean, Dobschütz assura le secrétariat de l'association des infirmiers volontaires à Halle, association fondée en 1909 par le médecin Bruno Glatschke.
Entre 1922 et 1925, il fut à trois reprises, chaque fois pendant une courte période, recteur intérimaire de l'Université de Halle, la première fois du 12 juillet 1922 jusqu'en 1923, la deuxième du 28 avril au 12 juillet 1924 et la troisième du 1er avril 1925 au 12 juillet 1925.
Ernst von Dobschütz est l'auteur de traités et de manuels de théologie qui ont attiré l'attention dans le monde entier et sont encore utilisés par les étudiants et les savants de toutes confessions. En 1944 H. Andreae écrivait dans un journal : « Le théologien protestant Ernst Adolf Alfred Oskar Adalbert von Dobschütz a pris place dans l'histoire de la recherche scientifique comme un chercheur religieux d'une grande profondeur ; par ailleurs il ne comprenait pas la nature du christianisme comme une façon de concevoir Dieu ou une civilisation, mais de vivre l'amour et le royaume de Dieu offerts à tous les hommes. "
Ernst von Dobschütz ainsi que sa mère, Anna, née baronne von Seckendorff, ont entretenu une correspondance régulière avec le pasteur Friedrich von Bodelschwingh et son fils qui portait le même nom ; ils dirigeaient l'actuel Institut Bethel (de).

## Affiliations
- Membre du Parti populaire national allemand (DNVP) de 1919 jusqu'à sa dissolution 1933
- Membre de l'Académie des arts et des sciences d'utilité publique (Akademie gemeinnütziger Wissenschaften) à Erfurt à partir de 1922
- Président d'honneur de la société d'aide aux détenus (Gefängnisgesellschaft) de la province de Saxe (1930)

## Distinctions
- Membre honoraire de la Society of Biblical Literature à Chico (Californie) (États-Unis, 1913)
- Médaille de 3e classe de la Croix-Rouge (Première Guerre mondiale)
- Médaille de 2e classe de la Croix-Rouge (Première Guerre mondiale)
- Croix du Mérite pour aide de Guerre (Première Guerre mondiale)
- Docteur honoris causa de l'université d'Uppsala (Suède, 5 novembre 1932)
- Docteur honoris causa de l'Université de Berlin

## Publications
L'exhaustivité ne saurait être garantie :
- 1894 : Studien zur Textkritik der Vulgata; Leipzig: J. C. Hinrichs'sche Buchhandlung, 1894
- 1899 : Christusbilder. Untersuchungen zur christlichen Legende. Texte u. Untersuchungen zur Geschichte der altchristlichen Literatur; Leipzig 1899
- 1902 : « Der Roman in der Altchristlichen Literatur » ; in: Die Deutsche Rundschau 111 (1902)
- 1902 : Die urchristlichen Gemeinden; Sittengeschichtliche Bilder ; Leipzig: J. C. Hinrichs'sche Buchhandlung, 1902
- 1902 : « Der Prozess Jesu nach den Acta Pilati » ; in: Zeitschrift für die neutestamentliche Wissenschaft und die Kunde der älteren Kirche, 1902
- 1904 : Probleme des apostolischen Zeitalters. Fünf Vorträge in Hannover im Oktober 1903 ; Leipzig: J. C. Hinrichs'sche Buchhandlung, 1904
- 1904 : Christian Life in the Primitive Church ; New York : Putnam's Verlag, 1904
- 1905 : « Sakrament und Symbol » ; in : Studien und Kritiken, 1905
- 1906 : Das apostolische Zeitalter; Tübingen: Mohr, 1906
- 1908 : Das Christentum in Wissenschaft und Bildung; en collaboration avec C. Cornill, W. Herrmann, W. Staerk; Leipzig : Quelle & Meyer, 1908
- 1908 : « Griechentum und Christentum » ; in : Paul Herre (Hg.): Das Christentum; Leipzig: Quelle & Meyer, 1908
- 1909 : The Apostolic Age ; London : Philip Green, 1909 ; Boston : Boston American Unitarian Association, 1910
- 1909 : Die Thessalonicher-Briefe ; Göttingen: Vandenhoeck & Ruprecht, 1909 (Nachdruck 1974)
- 1909 : « Wann las Victor von Capua sein Neues Testament? » ; in : Zeitschrift für Neutestamentliche Wissenschaft 10 (1909)
- 1912 : Das Decretum Gelasianum de Libris recipiendis et non recipiendis; Leipzig: J. C. Hinrichs'sche Buchhandlung, 1912
- 1914 : The Influence of the Bible on Civilization ; Edinburgh 1914 ; New York: Scribners, 1914 (Réimpression : New York : Frederick Ungar Publishing, 1959 ; Bertrams Print on Demand, Grande-Bretagne 2005 ; Lightning Source Inc. 2005)
- 1917 : « Das Urchristentum im Lichte unserer Zeit » ; in: Theologische Studien und Kritiken, Sonderdruck für die Mitglieder der Sächsischen Kirchlichen Konferenz 1917 ; Gotha: Friedrich Andreas Perthes, 1917
- 1921 : « Vom vierfachen Schriftsinn. Die Geschichte einer Theorie »; in: Harnack-Ehrung: Beiträge zur Kirchengeschichte ihrem Lehrer Adolf von Harnack zu seinem siebzigsten Geburtstag (7. Mai 1921) dargebracht von einer Reihe seiner Schüler; Leipzig 1921
- 1923 : Eberhard Nestle's Einführung in das Griechische Neue Testament ; Göttingen: Vandenhoeck & Ruprecht, 1923
- 1924-1933 : « Zur Liste der neutestamentlichen Handschriften » ; in : Zeitschrift für die neutestamentliche Wissenschaft und die Kunde der älteren Kirche 23 (1924), p. 248–264; 25 (1926), p. 299–306; 27 (1928), p. 216–222; 32 (1933), p. 185–206
- 1926 : Der Apostel Paulus ; 1re partie : « Seine weltgeschichtliche Bedeutung' » ; Halle: Buchhandlung des Waisenhauses, 1926
- 1927 : Das Neue Testament; Halle: Buchhandlung des Waisenhauses, 1927
- 1927 : Vom Auslegen des Neuen Testaments. Drei Reden; Göttingen: Vandenhoeck & Ruprecht, 1927
- 1928 : Der Apostel Paulus ; 2e partie : « Seine Stellung in der Kunst »; Halle: Buchhandlung des Waisenhauses, 1928
- 1928 : « Matthäus als Rabbi und Katechet » ; in : Zeitschrift für die neutestamentliche Wissenschaft und die Kunde der älteren Kirche, 1928 (Imprimé à part : Wissenschaftliche Buchgesellschaft, Darmstadt 1980)
- 1929: « Die fünf Sinne im Neuen Testament »; in: Journal of Biblical Literature, 1929
- 1929 : « Bludau. Die Schriftfälschungen der Häretiker. Milne, The Gospels of Augustine. Glunz, Die lat. Vorlage der westsächs. Evangelienversion »; in: Gnomon, Cahier 5 (1929), p. 330 et sqq. ; Berlin: Verlag der Weidmannschen Buchhandlung, 1929
- 1929 : « Die Bekehrung des Paulus » ; in: Repertorium für Kunstwissenschaft 50 (1929)
- 1932 : Das Apostolicum in biblisch-theologischer Beleuchtung; Gießen: Toepelmann, 1932
- 1934 : « Prädestination »; in: Theologische Studien und Kritiken 106 (1934), p. 9 et sqq.; Gotha: Leopold Klotz, 1934
- 1934 : Die Bibel im Leben der Völker; Witten: Luther-Verlag, 1934; Berlin: Evangelische Verlagsanstalt, 1936 (19542)
- 1934 : « Zum Wortschatz und Stil des Römerbriefs »; in: Zeitschrift für die neutestamentliche Wissenschaft und die Kunde der älteren Kirche 33 (1934), p. 51 et sqq.; Gießen: Alfred Töpelmann, 1934

Par ailleurs il a « édité » certains ouvrages théologiques.